# Wellenklænge, Lunz am See
wellenklænge, Lunz am See ist ein jährlich stattfindendes Musikfestival und wurde 1997 von der Bühnenbildnerin Suzie Heger gegründet. Sie war von 1997 bis 2017 Intendantin des Festivals.
Mit der Saison 2018 übergab Suzie Heger die Intendanz an das Musikerpaar Julia Lacherstorfer und Simon Zöchbauer, die beide schon lange eng mit dem Festival verbunden sind und auch selber in der Vergangenheit viele Auftritte auf der Seebühne mitgestaltet haben.
Das Programm des Festivals ist zwischen Jazz, Klassik und zeitgenössischer Musik und bildender Kunst einzuordnen. Mit Hilfe von Kunst im öffentlichen Raum konnten schon zahlreiche Kunstprojekte im Rahmen der wellenklænge realisiert werden, wie zum Beispiel die Seebühne.

## Die Seebühne
2004 wurde mit Hilfe einer Förderung von „Kunst im öffentlichen Raum“ des Landes NÖ und der Unterstützung der Gemeinde Lunz am See die Seebühne errichtet, für welche das Festival heute bekannt ist und die eine einzigartige Kulisse für die Konzerte, bietet.
Die Seebühne wurde nach Entwürfen des Künstlers Hans Kupelwieser gebaut und ist ein hybrides Konstrukt, das sowohl als Bühne und als Strandbad mit Sprungturm genutzt werden kann. Die schwimmende Bühne ruht bei Badebetrieb unter der Seeoberfläche und kann bei Bedarf mechanisch hervorgeholt werden. Das mehrstufige Sonnendeck kann in einen überdachten Theatersitzbereich umgewandelt werden.

## Auszeichnungen
- 2011: Niederösterreichischer Kulturpreis, Anerkennungspreis Kulturinitiativen
- 2013: Sternengreiferauszeichnung für Suzie Heger
- 2014: Outstanding Artist Award – Prämie
- 2017: Österreichischer Kunstpreis für Kulturinitiativen
- 2024: Niederösterreichischer Kulturpreis: Anerkennungspreis für Kultur und Regeneration[2]